# Сан Ђакомо (Терамо)
Сан Ђакомо (итал. San Giacomo) је насеље у Италији у округу Терамо, региону Абруцо.
Према процени из 2011. у насељу је живело 149 становника. Насеље се налази на надморској висини од 242 м.